# Ouoro (Sourgou)
Ne doit pas être confondu avec Ouoro (Béréba).
Ouoro (également orthographié Woro) est une commune rurale située dans le département de Sourgou de la province de Boulkiemdé dans la région du Centre-Ouest au Burkina Faso.

## Démographie
| 2003  | 2006  | 2012 |
| ----- | ----- | ---- |
| 3 519 | 3 491 | -    |

## Éducation et santé
La commune accueille un centre de santé et de promotion sociale (CSPS).